# Kościół Narodzenia Najświętszej Maryi Panny w Mysłowicach
Kościół Narodzenia Najświętszej Maryi Panny w Mysłowicach – rzymskokatolicki kościół parafialny, w Mysłowicach, w województwie śląskim. Należy do dekanatu Mysłowice archidiecezji katowickiej.

## Historia

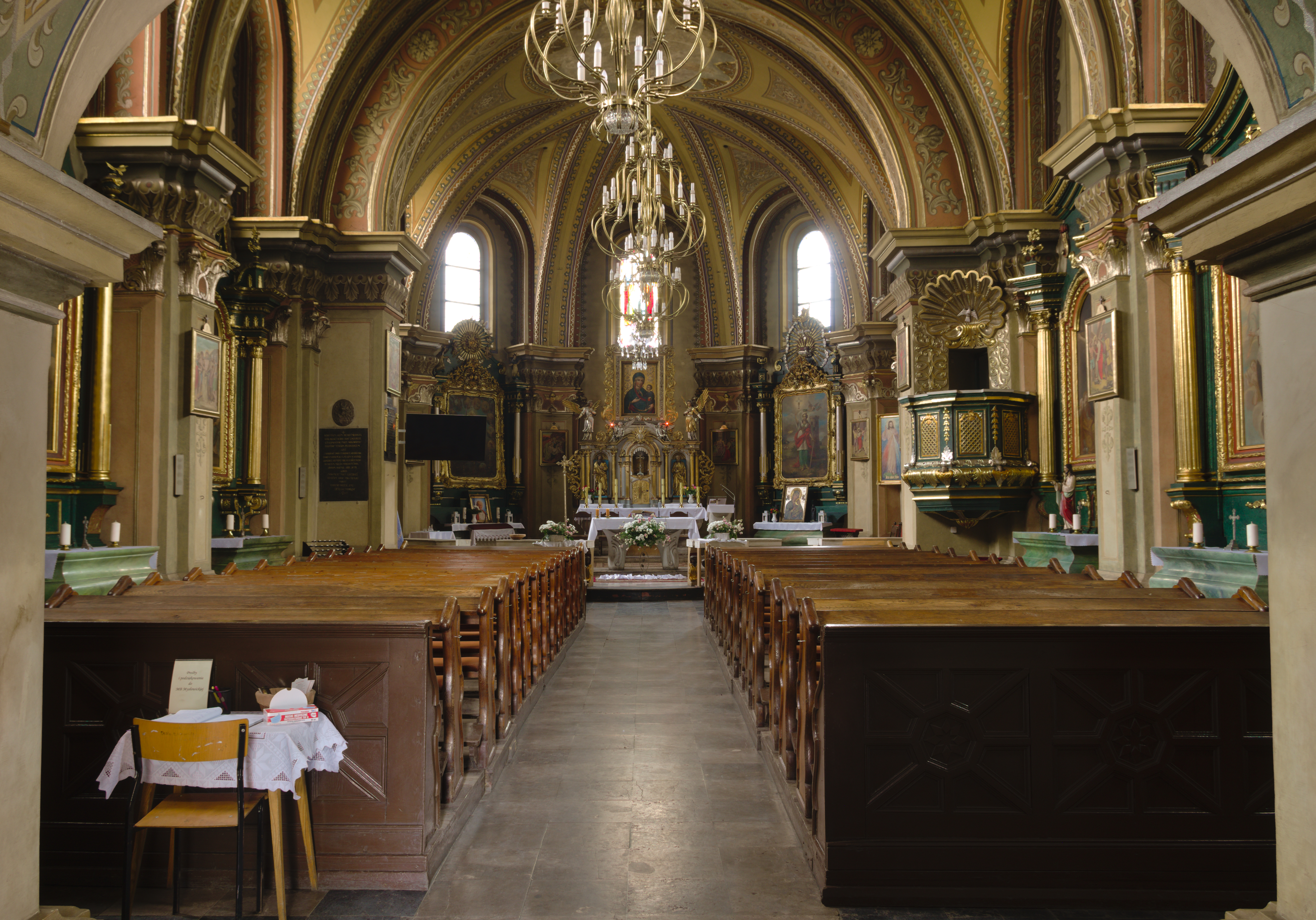
Wnętrze kościoła, nawa główna (2021)

Najstarszy kościół w mieście Mysłowice. Świątynia została wybudowana zapewne na początku XIV stulecia. Pierwszym znanym proboszczem był ksiądz Mathias (Maciej), wspomniany w „Vetere Monumenta Poloniae” pochodzącym z 1326 roku. Kościół jest w nim przedstawiony jako świątynia murowana, stojąca obok rynku. O świątyni wspominał również kronikarz Jan Długosz. Kościół został pierwotnie wybudowany w stylu gotyckim. Świątynia była mniejsza od obecnej formy - nie było części, w której obecnie mieści się prezbiterium. Obecną formę świątynia uzyskała po przebudowie na styl renesansowy. Wyposażenie budynku było bogate i kosztownie zdobione, ponieważ ówcześni właściciele Mysłowic - Salomonowie, jak i Mieroszewscy należeli do najzasobniejszych rodzin szlacheckich na Górnym Śląsku. Oba rody były również zawsze związane z Kościołem. Ślady ich fundacji zachowały się do dziś: witraż świętej Anny za ołtarzem, w prezbiterium, bogato rzeźbiona ambona. Główny wystrój świątyni został nadany w latach 1740-1744 przez księdza proboszcza Antoniego Mieroszewskiego. Następca - ks. Jan Krupski - zamontował dwa boczne ołtarze - Matki Bożej Różańcowej oraz św. Barbary.